# Israelische Badmintonmeisterschaft
Die Israelischen Meisterschaften im Badminton werden seit 1977 ausgetragen. Schon zwei Jahre früher starteten die internationalen Titelkämpfe. Mannschaftsmeisterschaften werden seit 1977 ausgetragen, Juniorenmeisterschaften seit 1990.

## Die Titelträger
| Saison | Herreneinzel      | Dameneinzel        | Herrendoppel                     | Damendoppel                          | Mixed                              |
| ------ | ----------------- | ------------------ | -------------------------------- | ------------------------------------ | ---------------------------------- |
| 1977   | Victor Yusim      | Chaya Grunstein    | Victor Yusim Michael Schneidman  | Vivian Meirowitz Carol Silman        | Michael Schneidman Dianne Levi     |
| 1978   | Nissim Duk        | Chaya Grunstein    | Victor Yusim Michael Schneidman  | Carol Silman Prina Ben Shushan       | Michael Rappaport Gila Rappaport   |
| 1979   | Yitzhak Serrouya  | Eva Unglick        | Victor Yusim Michael Schneidman  | nicht ausgetragen                    | Michael Rappaport Chaya Grunstein  |
| 1980   | Yitzhak Serrouya  | Eva Unglick        | Nissim Duk Yitzhak Serrouya      | Eva Unglick Irit Ben Shushan         | Michael Rappaport Eva Unglick      |
| 1981   | Nissim Duk        | Eva Unglick        | Victor Yusim Michael Rappaport   | Eva Unglick Irit Ben Shushan         | Michael Rappaport Eva Unglick      |
| 1982   | Nissim Duk        | Aliza Moses        | Nissim Duk Yitzhak Serrouya      | Aliza Moses Bruria Serrouya          | Yitzhak Serrouya Aliza Moses       |
| 1983   | Nissim Duk        | Aliza Moses        | Nissim Duk Yitzhak Serrouya      | Aliza Moses Bruria Serrouya          | Yitzhak Serrouya Aliza Moses       |
| 1984   | Nissim Duk        | Irit Ben Shushan   | Nissim Duk Reuven Moses          | Aliza Moses Bruria Serrouya          | Reuven Moses Irit Ben Shushan      |
| 1985   | Reuven Moses      | Bruria Serrouya    | Reuven Moses Victor Yusim        | nicht ausgetragen                    | Reuven Moses Aliza Moses           |
| 1986   | Reuven Moses      | Bruria Serrouya    | Reuven Moses Amir Moses          | nicht ausgetragen                    | nicht ausgetragen                  |
| 1987   | Amir Moses        | Sigalit Moses      | Reuven Moses Amir Moses          | nicht ausgetragen                    | Amir Moses Sigalit Moses           |
| 1988   | Reuven Moses      | Shirley Daniel     | Reuven Moses Amir Moses          | nicht ausgetragen                    | Reuven Moses Aliza Moses           |
| 1989   | Amir Moses        | Shirley Daniel     | Reuven Moses Amir Moses          | nicht ausgetragen                    | Reuven Moses Bruria Serrouya       |
| 1990   | Reuven Moses      | Natalia Sverdlin   | Reuven Moses Amir Moses          | nicht ausgetragen                    | Reuven Moses Natalia Sverdlin      |
| 1991   | Reuven Moses      | Svetlana Zilberman | Reuven Moses Amir Moses          | Svetlana Zilberman Maybar Ben Ari    | Leonid Pajkin Svetlana Zilberman   |
| 1992   | Amir Moses        | Svetlana Zilberman | Reuven Moses Amir Moses          | Svetlana Zilberman Sigalit Moses     | Reuven Moses Svetlana Zilberman    |
| 1993   | Amir Moses        | Sigalit Moses      | Reuven Moses Amir Moses          | Sigalit Moses Anat Sladky            | Leonid Pajkin Natalia Sverdlin     |
| 1994   | Amir Moses        | Svetlana Zilberman | Reuven Moses Amir Moses          | Svetlana Zilberman Esther Koifman    | Reuven Moses Svetlana Zilberman    |
| 1995   | Leon Pugach       | Svetlana Zilberman | Reuven Moses Amir Moses          | Svetlana Zilberman Sigalit Moses     | Reuven Moses Svetlana Zilberman    |
| 1996   | Leon Pugach       | Svetlana Zilberman | Leon Pugach Meni Gershon         | Svetlana Zilberman Esther Koifman    | Reuven Moses Svetlana Zilberman    |
| 1997   | Leon Pugach       | Svetlana Zilberman | Leon Pugach Eli Raymond          | Svetlana Zilberman Shirley Daniel    | Leon Pugach Svetlana Zilberman     |
| 1998   | Paz Ben-Sira      | Svetlana Zilberman | Leon Pugach Eli Raymond          | Svetlana Zilberman Shirley Daniel    | Leon Pugach Svetlana Zilberman     |
| 1999   | Leon Pugach       | Svetlana Zilberman | Leon Pugach Eli Raymond          | Svetlana Zilberman Shirley Daniel    | Leon Pugach Svetlana Zilberman     |
| 2000   | Leon Pugach       | Svetlana Zilberman | Nir Yusim Boris Kroitor          | Svetlana Zilberman Shirley Daniel    | Leon Pugach Svetlana Zilberman     |
| 2001   | Nir Yusim         | Svetlana Zilberman | Nir Yusim Boris Kroitor          | Svetlana Zilberman Svetlana Kapelyan | Leon Pugach Svetlana Zilberman     |
| 2002   | Shai Geffen       | Svetlana Zilberman | Leon Pugach Dani Schneidman      | Svetlana Zilberman Svetlana Kapelyan | Sergey Antonyuk Svetlana Zilberman |
| 2003   | Shai Geffen       | Svetlana Zilberman | Nir Yusim Boris Kroitor          | Svetlana Zilberman Svetlana Kapelyan | Sergey Antonyuk Svetlana Zilberman |
| 2004   | Nir Yusim         | Svetlana Zilberman | Reuven Moses Amir Moses          | Svetlana Zilberman Svetlana Kapelyan | Sergey Antonyuk Svetlana Zilberman |
| 2005   | Shai Geffen       | Svetlana Zilberman | Nir Yusim Boris Kroitor          | Svetlana Zilberman Svetlana Kapelyan | Misha Zilberman Svetlana Zilberman |
| 2006   | Misha Zilberman   | Svetlana Zilberman | Nir Yusim Alexander Bass         | Svetlana Zilberman Svetlana Kapelyan | Misha Zilberman Svetlana Zilberman |
| 2007   | Nir Yusim         | Svetlana Zilberman | Nir Yusim Alexander Bass         | Svetlana Zilberman Svetlana Kapelyan | Misha Zilberman Svetlana Zilberman |
| 2008   | Alexander Bass    | Svetlana Zilberman | Nir Yusim Lior Kroitor           | Svetlana Zilberman Svetlana Kapelyan | Misha Zilberman Svetlana Zilberman |
| 2009   | Misha Zilberman   | Alina Pugach       | Nir Yusim Lior Kroitor           | Alina Pugach Rina Fridman            | Misha Zilberman Svetlana Zilberman |
| 2010   | Misha Zilberman   | Alina Pugach       | Nir Yusim Alexander Bass         | Rotem Romano Alina Pugach            | Misha Zilberman Svetlana Zilberman |
| 2011   | Misha Zilberman   | Alina Pugach       | Nir Yusim Alexander Bass         | Rotem Romano Alina Pugach            | Misha Zilberman Svetlana Zilberman |
| 2012   | Misha Zilberman   | Alina Pugach       | Ziv Nadil Itay Elazar            | Rotem Romano Alina Pugach            | Misha Zilberman Svetlana Zilberman |
| 2013   | Misha Zilberman   | Yana Molodezki     | keine Daten                      | keine Daten                          | Misha Zilberman Svetlana Zilberman |
| 2014   | Misha Zilberman   | Alina Pugach       | Alexander Bass Lior Kroitor      | Dana Kugel Yana Molodezki            | Misha Zilberman Svetlana Zilberman |
| 2015   | Misha Zilberman   | Dana Kugel         | Alexander Bass Lior Kroitor      | Yana Molodezki Dana Kugel            | Misha Zilberman Svetlana Zilberman |
| 2016   | Misha Zilberman   | Dana Danilenko     | Matan Zyskind Yonathan Levit     | Yuval Pugach Alina Pugach            | Misha Zilberman Svetlana Zilberman |
| 2017   | Misha Zilberman   | Dana Kugel         | Daniel Chislov Yonathan Levit    | Yuval Pugach Alina Pugach            | Misha Zilberman Svetlana Zilberman |
| 2018   | Misha Zilberman   | Ksenia Polikarpova | Lior Kroitor Alexander Bass      | Dana Danilenko Margaret Lurie        | Misha Zilberman Dana Danilenko     |
| 2019   | Misha Zilberman   | Ksenia Polikarpova | Ariel Shainski Misha Zilberman   | Dana Danilenko Margaret Lurie        | May Bar Netzer Ksenia Polikarpova  |
| 2020   | nicht ausgetragen | nicht ausgetragen  | nicht ausgetragen                | nicht ausgetragen                    | nicht ausgetragen                  |
| 2021   | Misha Zilberman   | Ksenia Polikarpova | Ariel Shainski Misha Zilberman   | Dana Kugel Heli Neiman               | Maxim Grinblat Dana Danilenko      |
| 2022   | Misha Zilberman   | Ksenia Polikarpova | Ariel Shainski Misha Zilberman   | Anna Kirilova Margaret Lurie         | Maxim Grinblat Anna Kirilova       |
| 2023   | Misha Zilberman   | Heli Neiman        | Daniil Dubovenko Misha Zilberman | Anna Kirilova Margaret Lurie         | Dana Danilenko Ariel Shainski      |
| 2024   | Misha Zilberman   | Heli Neiman        | Danilo Dubinsky Misha Zilberman  | Alina Bergelson Heli Neiman          | Danilo Dubinsky Dana Danilenko     |
| 2025   | Misha Zilberman   | Heli Neiman        | Danilo Dubinsky Misha Zilberman  | Alina Bergelson Heli Neiman          | Danilo Dubinsky Dana Danilenko     |